# 區外接殺
區外接殺，棒球的一種規則，指野手在死球區域（out-of-play area，場外，例如觀眾席或休息區等）接到打者打來的球，這種球應該被判為接殺失敗，但如果是野手在活球區域（in play area，場內）先接到球，才跌進場外，應該判為接殺。